# Ain al-Hilweh

Ain al-Helweh (en arabe : عين الحلوة, signifiant littéralement « source d'eau douce »), également orthographié Ayn al-Hilweh ou Ein al-Hilweh, est le plus grand camp de réfugiés palestiniens au Liban. Il avait une population de plus de 70 000 réfugiés palestiniens, mais a gonflé jusqu'à près de 120 000 individus en conséquence de l'afflux de réfugiés en provenance de Syrie depuis 2011. Le camp est situé à l'ouest du village de Miye ou Miye et du camp de réfugié Mieh Mieh, au sud-est de la ville portuaire de Sidon et au nord de Darb Es Sim.
Ain al-Hilweh a été établi près de la ville de Sidon en 1948 par le Comité International de la Croix-Rouge pour accueillir des réfugiés d'Amqa, de Saffuriya, de Sha'ab, deTaitaba, de Manshieh, d'al-Simireh, d'al-Nahr, de Safsaf, d'Hittin, d'al-Ras al-Ahmar, d'al-Tira et de Tarshiha dans le nord de la Palestine. Ain Al-Hilweh est situé sur un terrain appartenant à différents propriétaires fonciers de Miye ou Miye, de Darb Es Sim et de Sidon. Du fait que les forces armées libanaises ne soient pas autorisées à entrer dans le camp d'Ain al-Hilweh, il a été surnommé "zone de non-droit" par les médias libanais. De nombreux individus recherchés par le gouvernement libanais sont en effet soupçonnés d'avoir trouvé refuge dans le camp du fait de son insubordination aux autorités libanaises.

## Étymologie
La traduction directe de l'Ain al-Hilweh est "source d'eau douce". Les gens croient que le camp a été nommé d'après une source d'eau naturelle qui existerait aujourd'hui au sein du camp d'Ain al-Hilweh. En réalité, la source d'Ain al-Hilweh était située à l'angle de la vallée entre le village de Miye ou Miye et Darb es Seem. L'eau coulait à partir de la source à l'ouest sur 500 mètres vers un barrage artificiel. Ce barrage a été érigé à la croisée des chemins entre Mieh Mieh et la localité actuelle de Seyroub à Darb es Seem. Le camp Palestinien est situé entre 1 000 à 1 500 m à l'ouest de la source naturelle.
L'émir Fakhr-al-Din II, (Fakhr-al-Din Ibn Mann, Fakhr-al-Din al Maani) était appelé "émir", soit prince en arabe, parce que la dynastie des Maan régnait sur le Liban à l'époque. Le Liban était alors divisé en plusieurs émirats (état ou juridiction d'un émir). Il y avait parmi ces différents émirats un qui s’appelait “Émirat d'Ain al-Hilweh”, et il avait un émir à sa tête. L'émirat s'étendait au nord-ouest de la source d'Ain al-Hilweh, faisait une boucle autour du village de Mieh Mieh et qui retrouvait à l'Ouest la mer Méditerranée. Le camp de réfugiés palestiniens actuel tient donc son nom de l'émirat d'Ain al-Hilweh.

## Histoire

### Établissement
Le camp fut créé en 1948, juste après la guerre israélo-arabe afin d'accueillir les réfugiés palestiniens en exil.

### Combats de 1982
Au cours de la première guerre du Liban, en 1982, les forces de défense d'Israël débarquèrent au nord de Sidon et de la ville subit de lourds bombardements aériens, causant d'importantes pertes parmi la population civile. Dov Yermiya rapporta plus tard que le bombardement utilisa sur le camp de réfugiés d'Ain al-Hilweh une intensité telle qu'elle équivalait à la quantité de bombes utilisées durant la Seconde Guerre mondiale, et que la destruction du camp était évaluée à 100%. La lutte se prolongea sur le terrain d'Ain al-Hilweh jusqu'au climax lorsque les défenseurs Palestiniens se réfugièrent dans une mosquée qui fut alors dynamitée par l'armée israélienne. L'historien israélien Gil ad-Être'eri donne le compte-rendu suivant :
(...) Les camps de réfugiés ont été fortifiés, plein de bunkers et positions de tir. La défense palestinienne à Ein El-Hilweh et dans d'autres camps de réfugiés était basée sur des armes manuelles anti-char telles que des lance-roquettes. (...) TSAHAL n'était pas préparé à ce genre de combat, n'ayant que des forces blindées destinées principalement aux combats en zones ouvertes. La zone construite inhibait les armes à longue portée, créant une relative égalité entre les tanks et les lance-roquettes (souvent utilisés par des garçons de 13 ou 14 ans), et cela augmenta les pertes israéliennes. (...) La résistance palestinienne a sérieusement perturbé le calendrier planifié d'avance rapide sur Beyrouth. Il a fallu huit jours pour écraser la résistance à Ein El-Hilweh. La méthode adoptée par l'armée a été d'utiliser des haut-parleurs pour appeler la population civile à fuir loin, fouiller les maisons une par une, puis isoler les points de résistance active et les anéantir en faisant continuellement feu sur eux
.

### Prise de contrôle du Fatah de 1990
Dans les années 1980, la plupart des camps de réfugiés palestiniens au Liban ont été dominés par les groupes soutenus par les Syriens. À la fin des années 1980, les membres du mouvement de Yasser Arafat, le Fatah, trouvèrent refuge à Ain al-Hilweh. Après les combats sanglants des trois jours du conflit avec l'Abu Nidal, les membres du Fatah ont été en mesure d'établir leur domination dans le camp d'Ain al-Hilweh. En 1993, un autre groupe, dirigé par le commandant militaire du camp et soutenu par le Hezbollah et l'Iran, gagna la domination du camp. Ce groupe fut dissous et rejoignit le Fatah en 1998, après que l'Autorité palestinienne ait commencé à financer le camp de nouveau.

### Conflit entre le Fatah et Osbat al-Nour
En mai 2003, des combats éclatèrent entre les membres de Osbat al-Nour et ceux de la milice du Fatah au camp d'Ain al-Hilweh après la fusillade dirigée contre le chef d'Osbat al-Nour, Abdullah Shraidi le 17 mai. Il ne fut pas atteint mais l'un de ses gardes du corps et un passant furent tués après l'enterrement d'un membre du Fatah, Ibrahim Shraidi, qui avait été abattu par un agresseur inconnu. Environ 200 fondamentalistes d'Osbat al-Nour attaquèrent les bureaux du Fatah, tuant huit personnes et en blessant 25 autres. Les écoles du camp furent fermées, ainsi que la plupart des magasins, ce qui provoqua la fuite de centaines de résidents du camp. Deux mois après l'escarmouche, Abdullah Shraidi mourut des suites de ses blessures. Le Fatah réussit à convenir d'un cessez-le-feu après avoir échoué à vaincre les fondamentalistes dans le camp.

### Arrestations de 2005
En juillet 2005, quatre membres du parti de la libération islamique furent arrêtés au camp. Les autorités libanaises ont affirmé que le groupe avait des liens avec la Syrie et qu'il avait participé à des attentats terroristes dans différents pays arabes. Des sources palestiniennes ont décrit ce mouvement comme une étape vers le désarmement de leurs factions, conformément au souhait des Nations Unies dans la résolution 1559 du conseil de sécurité.

### Affrontements au cours du conflit libanais de 2007

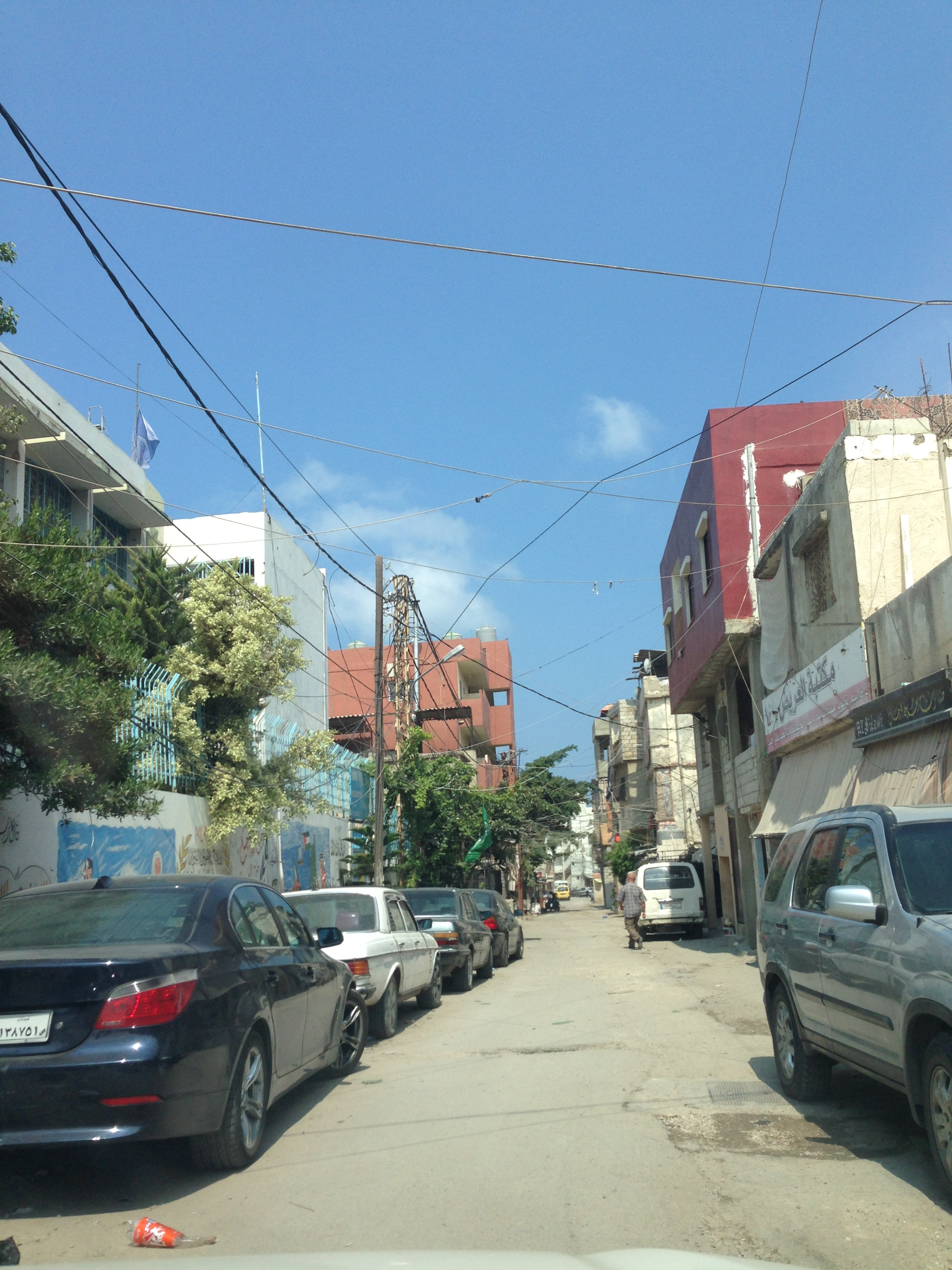
Une rue du camp, 2014

Le 3 juin 2007, Jound al-Sham tira au lance-grenade sur un point de contrôle de l'armée libanaise près de Sidon, ce qui suscita une riposte qui conduisit à des affrontements dans le camp. Ces affrontements faisaient suite à trois semaines tendues au nord du Liban, où l'armée avait été aux prises avec le groupe militant Fatah al-Islam dans le camp de réfugiés de Nahr al-Bared.

### Affrontements de 2008
En mars 2008, des affrontements ont éclaté entre les membres du Fatah et le groupe islamiste Jound al-Cham.

### Afflux de réfugiés en provenance de Syrie
Les conditions dans le camp ont été exacerbées par un afflux massif de Palestiniens précédemment réfugiés en Syrie en conséquence de la guerre civile syrienne. En conséquence, la population du camp a gonflé de 70 000 à 120 000 individus.
En 2014, le camp a été soupçonné d'être une destination populaire pour les djihadistes rebelles fuyant la Syrie voisine, en particulier après que l'armée syrienne, soutenue par les chiites libanais du Hezbollah, eût repris le contrôle de Yabroud en mars.

## Résidents célèbres
- Naji al-Ali, caricaturiste qui arriva âgé de dix ans avec sa famille à l'ouverture du camp après l'exode de 1948

## liens externes
- Ein el-Hilweh camp, articles de l'UNRWA
- Watch "Isti'mariyah - windward between Naples and Baghdad"
- Who is 'Ain al-Hilweh?, Jadaliyya